# Phil Rizzuto
Philip Francis „Phil“ Rizzuto (* 25. September 1917 in Brooklyn, New York City; † 14. August 2007 in West Orange, New Jersey) war ein US-amerikanischer Baseballspieler der Major League Baseball (MLB). Sein Spitzname war Scooter.

## Biografie
Phil Rizzuto verbrachte seine gesamte Karriere in seiner Heimatstadt bei den New York Yankees, und das fast ausschließlich auf der Position des Shortstop. Sein erstes Spiel in der Major League bestritt er am 13. April 1941. In den Jahren von 1943 bis 1945 diente er wie viele seiner Profikollegen bei den amerikanischen Streitkräften. Rizzuto verbrachte diese Zeit bei der US-Marine und spielte im US-Navy-Baseballteam. Seine Karriere nahm in den Jahren 1949 und 1950 eine Wende. War er bis 1949 die Nummer sieben oder acht im Schlagturnus der Yankees, konnte er sich in dieser Saison durch seine guten Leistungen die Position des Leadoff batters erobern. In dieser Saison belegte er bei der Wahl zum MVP den zweiten Platz hinter Ted Williams, 1950 konnte er dieses Titelrennen dann für sich entscheiden. Nicht zuletzt durch seine überragenden Defensivleistungen konnten die Yankees mit ihm sieben World-Series-Titel gewinnen.
Nach seiner Spielerkarriere, die am 25. August 1956 endete, wechselte Rizzuto ins Kommentatorenteam der Yankees und verbrachte dort die nächsten 40 Jahre. Legendär wurde dabei sein Gebrauch der Phrase Holy Cow.
Seit 1985 wird seine Rückennummer 10 bei den Yankees nicht mehr vergeben; 1994 wurde er in die Baseball Hall of Fame gewählt, eine Entscheidung, auf die Yankees-Fans schon lange Zeit gewartet hatten.
Bekannt wurde er auch durch sein Mitwirken beim Song Paradise by the Dashboard Light von Meat Loaf, auf dem er als play-by-play-Ansager zu hören ist.
Phil Rizzuto verstarb am 14. August 2007 wenige Wochen vor Vollendung seines 90. Lebensjahrs.